# Tokudaia osimensis
Espèce
Statut de conservation UICN

 EN B1ab(iii,v) : En danger
Tokudaia osimensis est une espèce de rongeurs de la famille des Muridés (sous-famille des Murinés), endémique de l'île de Tokuno-shima (préfecture de Kagoshima, Japon).

## Génétique
T. osimensis présente la particularité, rarissime chez les mammifères, de ne pas avoir de chromosome Y, mâles et femelles possédant un unique chromosome X. En 2022, une étude du génome de cette espèce montre que la plupart des gènes du chromosome Y, non liés à la différenciation sexuelle, ont été relocalisés sur d'autres chromosomes, mais que le gène SRY est absent, alors qu'il joue d'ordinaire un rôle crucial dans la différenciation des mâles (la protéine SRY, un facteur de transcription du gène SOX9, est normalement indispensable à la production de testostérone). En revanche, la région Enh14 du chromosome 3 (celui qui porte SOX9), composée de 17 000 paires de bases, est dupliquée chez les mâles et augmente l'activité de SOX9 : le chromosome 3 est devenu un chromosome sexuel,.

## Menaces

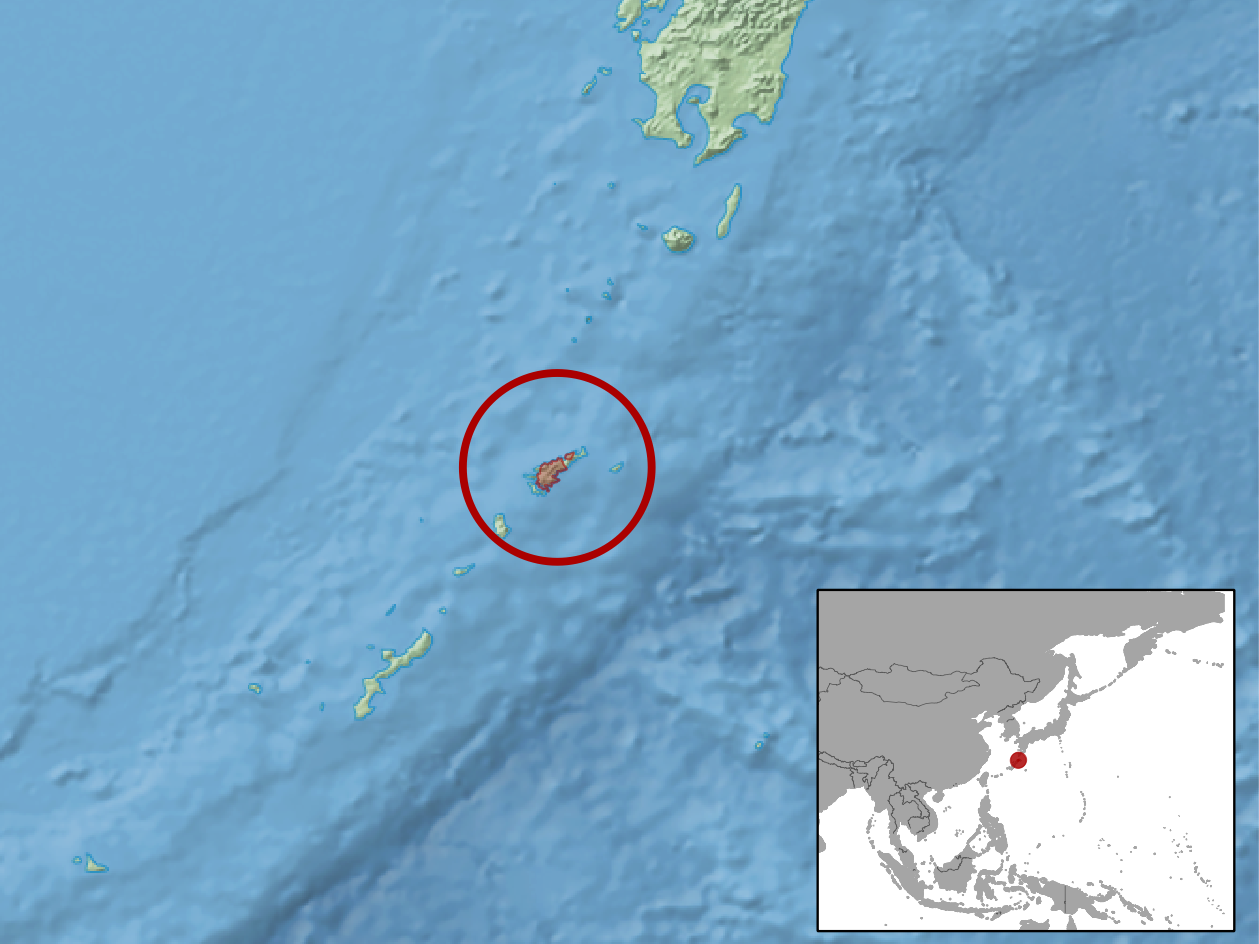
Répartition de l'espèce.

L'Union internationale pour la conservation de la nature classe T. osimensis  sur sa liste rouge (espèces en danger).